# 沙蟹科
沙蟹科（学名：Ocypodidae）是短尾下目沙蟹總科的其中一科，都是半陸生的（沼地生的）螃蟹，例如：沙蟹、鬼蟹、招潮蟹等。在東南亞溼地常見。這些沙蟹科物種通常躲在泥灘上自己掘挖出的洞穴裡，在退潮時才出來覓食。本科的物種都是濾食動物，以牠們的一對小螯作為進食用的餐具，直接挖取泥灘上的泥土吞食，以泥中的有機質為養分。濾出的無營養的泥土直接由口中排出，稱之為擬糞。
沙蟹科本來是一個頗大的分類單元，包含不少的亞科及屬，但現時經過分類的修訂，這些亞科都已經從沙蟹科升格獨立出去成為一科，並與餘下的沙蟹科合組成沙蟹總科。這些獨立出來的分類有毛帶蟹科（Dotillidae）及大眼蟹科（Macrophthalmidae），但部分文獻仍然採用舊的分類，將這兩個科仍然列為本科的亞科。

## 分類
根據2016年的最新文獻，沙蟹科除了原來的兩個亞科三個屬以外，現時還新增了第三個亞科。以下按WoRMS統合的資枓詳列如下：：
- 丑招潮亞科（Gelasiminae）Miers, 1886
- 沙蟹亞科 （Ocypodinae）Rafinesque, 1815
- 招潮蟹亞科（Ucinae Dana, 1851）[7]